# La Houssière
La Houssière település Franciaországban, Vosges megyében. Lakosainak száma 509 fő (2022. január 1.). La Houssière Anould, Biffontaine, Bois-de-Champ, La Chapelle-devant-Bruyères, Corcieux, Saint-Léonard, Taintrux és Vienville községekkel határos.

## Népesség
A település népességének változása:
| Lakosok száma | 593  | 598  | 609  | 587  | 567  | 547  | 527  | 518  | 509  |
|               | 2013 | 2015 | 2016 | 2017 | 2018 | 2019 | 2020 | 2021 | 2022 |